# Iris fiore del nord
 Iris fiore del nord (Iris och löjtnantshjärta) è un film del 1946 diretto da Alf Sjöberg e tratto da un romanzo di Olle Hedberg.

## Trama
Il tenente Robert Motander è innamorato della soubrette Iris e, pur di stare con lei, rinuncia alla famiglia, a un ricco matrimonio di interesse e alla prestigiosa carriera militare. Quando lui muore improvvisamente, la donna deve tornare a lavorare in teatro per crescere il figlio che sta aspettando.